# Can Buscastell
Can Buscastell és una casa de Maçanet de la Selva (Selva) inclosa a l'Inventari del Patrimoni Arquitectònic de Catalunya.

## Descripció
Edifici de planta rectangular de tres plantes i entre mitgeres. A la planta baixa hi ha una immobiliària i un portal emmarcat de blocs de granit. El primer pis té obertures també de granit, però motllurades a l'ampit, els muntants i la llinda, on hi ha una creu inscrita sobre una triangulació al centre. El segon pis té unes obertures en forma de quatre arcs de mig punt, a mode de terrassa coberta.
L'edifici original, de dues plantes i golfes, fou reformat recentment i només se n'han conservat els elements protegits, és a dir, els emmarcaments petris del portal de la planta baixa i les finestres del primer pis.
Casa documentada des del segle xv i reformada el segle xviii i XX-XXI.